# Caradrina dubitata
Caradrina dubitata là một loài bướm đêm trong họ Noctuidae.